# Hadeland
Hadeland és un districte tradicional situat a la part sud-oriental de Noruega. Se centra en la part sud de Randsfjorden a Oppland, i es compon dels municipis de Gran, Jevnaker i Lunner. Hadeland ocupa la zona nord dels turons de Nordmarka prop de la capital noruega d'Oslo. El sòl al voltant del Randsfjord és un dels més fèrtils de Noruega. Hadeland representa el 5% de la superfície del país i el 13% de la superfície agrícola. Els agricultors col·lecten cereals i patates. Porcs, vaques lleteres i cavalls també es crien a les granges d'allà.